# Oliver Joseph Lodge
Sir Oliver Joseph Lodge (Penkhull, 12 giugno 1851 – Wilsford, 22 agosto 1940) è stato un fisico britannico.
È stato fra i maggiori pionieri nelle ricerche sulla propagazione delle onde elettromagnetiche e di quelle radio. Concentrò le sue indagini sulle onde elettromagnetiche dette hertziane (scoperte da Heinrich Rudolf Hertz), ossia sulle onde radio. Fu inoltre presidente della Society for Psychical Research dal 1901 al 1903, e nuovamente nel 1932 assieme a Eleanor Sidgwick.
Nel 1894, Lodge diede una piena dimostrazione delle proprietà fisiche delle onde hertziane e, prima di Guglielmo Marconi, offrì una prova che esse potevano essere utilizzate per il telegrafo senza fili. Ma fece uso di correnti a bassa frequenza, che non erano pratiche e avevano un raggio di trasmissione troppo limitato. In quest'ambito rientra l'effetto da lui scoperto nel 1897.
Per captare le onde hertziane, Lodge aveva ideato e costruito un coherer, cioè un dispositivo, progenitore dei tubi elettronici e dei transistor, che nella sua prima versione di tubetto a limatura era stato ideato e sperimentato, nel 1884, dal fisico italiano Temistocle Calzecchi-Onesti (1853-1922).

Il coherer venne poi perfezionato da Édouard Branly.
Nel 1897, Lodge brevettò il sintonizzatore che, migliorato da Lord Parker, fu acquistato da Marconi nel 1911. Il suo libro migliore è Moderne vedute sull'elettricità (1899), impostato sulla teoria di James Clerk Maxwell.
Studiò all'University College di Londra. Dal 1881 fu professore di fisica generale all'University College di Liverpool e dal 1900 primo presidente dell'Università di Birmingham. Fu politicamente schierato con il fabianesimo.

## Lodge pensatore
Come molti altri scienziati della sua epoca, Lodge fu pure studioso di temi più propriamente filosofici, ad esempio portando una critica alle idee di Ernst Haeckel: cfr. Vita e Materia, ed. it. 1909, scritto di indole teosofica e metapsichica, le cui tendenze ispirarono varie altre opere del Lodge, tra le quali possiamo ricordare L'essenza della fede in accordo con la scienza [ed. it.: Torino, "Marco Valerio", 2001]: raccolta di conferenze pubbliche tenute per l'Europa a inizio Novecento.

## Lodge parapsicologo
Sir Oliver iniziò a studiare i medium nel 1883 e condusse esperimenti con la famosa medium di Boston, Leonore Piper, quando questa venne esaminata in Inghilterra dalla Society for Psychical Research (Società per la Ricerca sul Paranormale).
Nel 1916 pubblica il libro Raymond, or Life After Death, in cui racconta che il 3 dicembre del 1915, il figlio deceduto, Raymond, comunicando attraverso la medianità della Signora Leonards, fornì una descrizione completa di una fotografia che né i Lodge né la medium avevano visto. I numerosi messaggi da persone amate decedute presto lo convinsero dell'esistenza di una vita ultraterrena.
Le ricerche con la Leonard furono portate avanti dai suoi amici e colleghi Frederick Myers ed Edmund Gurney. Dopo la loro morte, Oliver verbalizza delle sedute in cui gli amici gli comunicarono prove dettagliate attraverso la Piper.

## Traduzioni in italiano
Essenza della fede in accordo con la scienza. Valerio Editore, 2001.
Scienza e progresso umano. F.lli Bocca Editori, 1953.
Barriere illusorie fra materia e spirito.F.lli Laterza Editori, 1936.